# Trofeo Magna Capitanata 2011
Il Trofeo Magna Capitanata 2011 è stato un torneo professionistico di tennis femminile giocato sulla terra rossa. È stata la 4ª edizione del torneo, che fa parte dell'ITF Women's Circuit nell'ambito dell'ITF Women's Circuit 2011. Si è giocato a Foggia in Italia dal 19 al 25 settembre 2011.

## Partecipanti

### Teste di serie
| Nazionalità | Giocatrice             | Ranking* | Testa di serie |
| ----------- | ---------------------- | -------- | -------------- |
| Rep. Ceca   | Renata Voráčová        | 149      | 1              |
| Italia      | Karin Knapp            | 159      | 2              |
| Bulgaria    | Dia Evtimova           | 172      | 3              |
| Italia      | Anna Floris            | 180      | 4              |
| Argentina   | Florencia Molinero     | 196      | 5              |
| Spagna      | Leticia Costas Moreira | 200      | 6              |
| Italia      | Corinna Dentoni        | 211      | 7              |
| Slovacchia  | Lenka Wienerová        | 223      | 8              |

- Ranking al 12 settembre 2011.

### Altre partecipanti
Giocatrici che hanno ricevuto una wild card:
- Martina Caregaro
- Helen de Cesare
- Angelica Moratelli
- Carolina Pillot

Giocatrici che sono passate dalle qualificazioni:
- Karen Castiblanco
- Inés Ferrer Suárez
- Diāna Marcinkēviča
- Alice Moroni
- Catalina Pella
- Adriana Pérez
- Milana Špremo
- Andreea Văideanu
- Federica Quercia (lucky loser)

## Campionesse

### Singolare
Paula Ormaechea ha battuto in finale  Renata Voráčová con il punteggio di 6–4, 6–4

### Doppio
Janette Husárová /  Renata Voráčová hanno battuto in finale  Leticia Costas Moreira /  Inés Ferrer Suárez con il punteggio di 6–1, 6–2